# Цзюйцюй Муцзянь
Цзюйцюй Муцзянь (кит. 沮渠牧犍, пиньинь Jǔqú Mùjiān, ?—447), также известный как Маоцянь (кит. 茂虔, пиньинь Màoqián) — правитель государства Северная Лян.

## Биография
Третий сын вождя хунну Мэнсюня, который в память о том, что его предки когда-то были джуку-князьями при хуннском шаньюе, взял себе фамилию «Цзюйцюй» (китайское произношение хуннского слова «джуку»). О молодых годах Муцзяня информации не сохранилось — не известно ни в каком году он родился, ни кем была его мать. Первое упоминание о Муцзяне в источниках относится к 420 году, когда Цзюйцюй Мэнсюнь, уничтожив государство Западная Лян, поставил Муцзяня во главе бывшей западнолянской столицы города Цзюцюань и отдал ему в жёны вдову убитого западнолянского правителя Ли Синя.
Изначально официальным наследником Цзюйцюй Мэнсюня был его другой сын — Цзюйцюй Чжэндэ. В 423 году он погиб в боях с жужанями, и Цзюйцюй Мэнсюнь назначил официальным наследником другого сына — Цзюйцюй Синго. В 429 году Цзюйцюй Мэнсюнь предпринял крупное нападение на государство Западная Цинь, однако в ходе боёв Цзюйцюй Синго попал в плен, и войскам Северной Лян пришлось отступить. Цзюйцюй Мэнсюнь предложил выкупить сына, но Цифу Мумо ответил отказом, и тогда Цзюйцюй Мэнсюнь объявил официальным наследником Цзюйцюй Пути — младшего брата Цзюйцюй Синго от той же матери. В 433 году Цзюйцюй Мэнсюнь заболел, и его сановники смогли убедить его, что Цзюйцюй Пути ещё слишком мал, чтобы быть наследником. Новым наследником был объявлен Цзюйцюй Муцзянь, который и взошёл на престол после смерти Цзюйцюй Мэнсюня.
В это время прочие северокитайские земли оказались объединены под властью империи Северная Вэй. Вынужденный считаться с этим, Муцзянь отправил свою сестру в северовэйскую столицу Пинчэн, чтобы она стала женой северовэйского императора, а тот даровал Муцзяню титул «Хэсиского князя» (河西王). Однако точно так же Муцзянь выстраивал отношения и с соперниками Северной Вэй — жужаньским каганатом, и правившей на южнокитайских землях империей Сун. В 434 году он отправил посольство и в Сун, и в обмен на выражение покорности сунский император также даровал ему титул «Хэсиского князя».
В 436 году Северная Вэй уничтожила государство Северная Янь и, обеспечив свою восточную границу, обратила взор на запад. Муцзяню пришлось жениться на сестре северовэйского императора (разведясь со своей женой, которая вскоре после этого умерла), и отправить своего сына и наследника Фэнтаня заложником в Пинчэн. Несмотря на это, Муцзянь продолжал поддерживать отношения и с южной империей Сун.
В 439 году жена Муцзяня (сестра северовэйского императора) была отравлена в результате внутрисемейных интриг. Хотя её удалось спасти, этот инцидент сильно осложнил отношения между Северной Лян и Северной Вэй. Кроме того, северовэйские послы, ездившие через территорию Северной Лян в государства Западного Края, докладывали, что Муцзянь рекомендует этим государствам подчиняться не Северной Вэй, а жужаньскому каганату. В результате войска Северной Вэй совершили молниеносный марш и оказались у стен северолянской столицы города Гуцзан. Муцзянь отказался покориться, и запросил помощи у жужаней. Каган Юйцзюлюй Ути совершил налёт на Пинчэн, пытаясь отвлечь северовэйские войска, но был разбит, и после двухмесячной осады Гуцзан пал. Муцзянь сдался Северной Вэй и был увезён в Пинчэн; ему сохранили княжеский титул и обходились с ним уважительно.
После этого Цзюйцюй Муцзянь жил в Пинчэне частной жизнью, пока в 447 году его не обвинили в том, что перед капитуляцией Гуцзана он присвоил себе государственную казну Северной Лян. Во владениях Муцзяня были обнаружены различные вещи из северолянской казны, а также яды и предметы для магических ритуалов. Разъярённый император приказал супруге из семьи Цзюйцюй совершить самоубийство, а также казнил многих членов клана Цзюйцюй. Когда появилась информация, что Цзюйцюй Муцзянь поддерживает связи со своими бывшими подданными и планирует восстание, совершить самоубийство было приказано и ему.